# 小柳巴沙
50°50′18″N 26°31′1″E / 50.83833°N 26.51694°E
小柳巴沙（烏克蘭語：Мала Любаша），是烏克蘭西北部的村莊，隸屬里夫內州的里夫內區。該村始建於1629年，面積3.78平方公里，海拔高度180米，人口1,099。